# Canonica Lambro
Canonica Lambro (localmente La Canóniga in dialetto brianzolo) è una frazione del comune italiano di Triuggio posta a sudest del centro abitato, verso Lesmo. Costituì un comune autonomo fino al 1841. Dalla sua nascita fino al XIX secolo segnava il confine meridionale della Brianza stricto sensu.

## Storia
Canonica al Lambro fu un antico comune del Monzese registrato agli atti del 1751 come un villaggio di 170 abitanti saliti poi a 461 nel 1771.
Alla proclamazione del Regno d'Italia nel 1805 risultava avere 300 abitanti. Nel 1811 il municipio fu soppresso su risultanza di un regio decreto di Napoleone che lo unì a Sovico, ma il Comune di Canonica fu restaurato nel 1816 dagli austriaci dopo il loro ritorno, salvo poi ripensarci nel 1841 e decretare l'unione perpetua al Comune di Triuggio.

## Località
Canonica è posta sulla sponda sinistra del Lambro, in essa fa spicco uno dei più antichi palazzi nobiliari della Brianza: "Villa Taverna".
La festa della frazione è la terza o quarta domenica di luglio.
Con D.G.R. n. 7 /8993 del 7.5.2002 Canonica è stata riconosciuta tra gli ambiti a rilievo artistico ex Art. 12 comma 3 del D.Lgs. 114/98.

## Monumenti e luoghi di interesse

### Villa Taverna
Villa Taverna è immersa in un grande parco. La storiografia locale riporta di come "probabilmente", prima di essere trasformato in villa (XVI secolo), fosse un antico fortilizio: allo stato attuale della ricerca non ci sono documenti che possano provarlo. L'edificio, dopo aver subito ampliamenti e adattamenti successivi su progetto di Pellegrino Tibaldi, assunse definitivamente pianta a "U", schema tradizionale delle ville patrizie lombarde del XVI secolo. Agli inizi del XVII secolo la villa divenne tristemente famosa per aver ospitato Giampaolo Osio, omicida, e conosciuto dai più come Egidio, l'amante della Monaca di Monza (personaggi manzoniani). L'Osio, braccato dalle autorità, trovò rifugio presso la villa, venne in seguito arrestato e quindi ucciso negli scantinati della villa stessa.
Oggi all'interno della villa, indenne da modifiche, è possibile ancora ammirare il giardino all'italiana che conserva l'originario schema compositivo cinquecentesco, le notevoli sale a volta e un monumentale scalone che conduce al piano superiore.
Unitamente inserito nel complesso monumentale, e disposto in posizione più elevata, rispetto alla villa, si trova la Chiesina Barroca di S.Eurosia (1735) ad un'unica navata: all'interno una tela di F. Caponara (1863). In prossimità di "Villa Taverna" si trova la Chiesa Parrocchiale di S. Maria della Neve (XVII sec). In essa è possibile ammirare l'effigie marmorea della Madonna della Neve, un tempo posta sulla mura di Villa Taverna e poi traslata in seguito ad eventi miracolosi a Lei attribuiti La Chiesa è affrescata ad opera di G.B. Zalli.